# Samuel van Hoogstraten
Samuel Dirksz van Hoogstraten (Dordrecht, 1627. augusztus 2. — Dordrecht, 1678. október 19.) a holland aranykor ismert képzőművésze, bár rajzolónak volt inkább kiváló. Költészettel, építészettel, értekezések írásával is foglalkozott.

## Élete

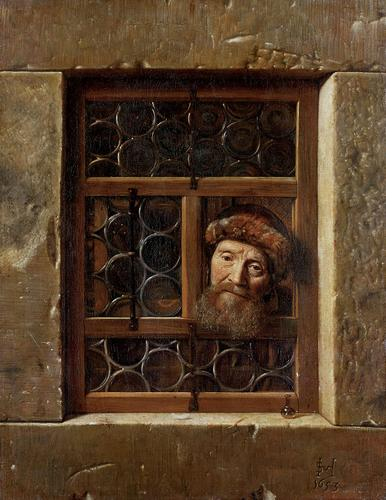
Az ablakban, 1659

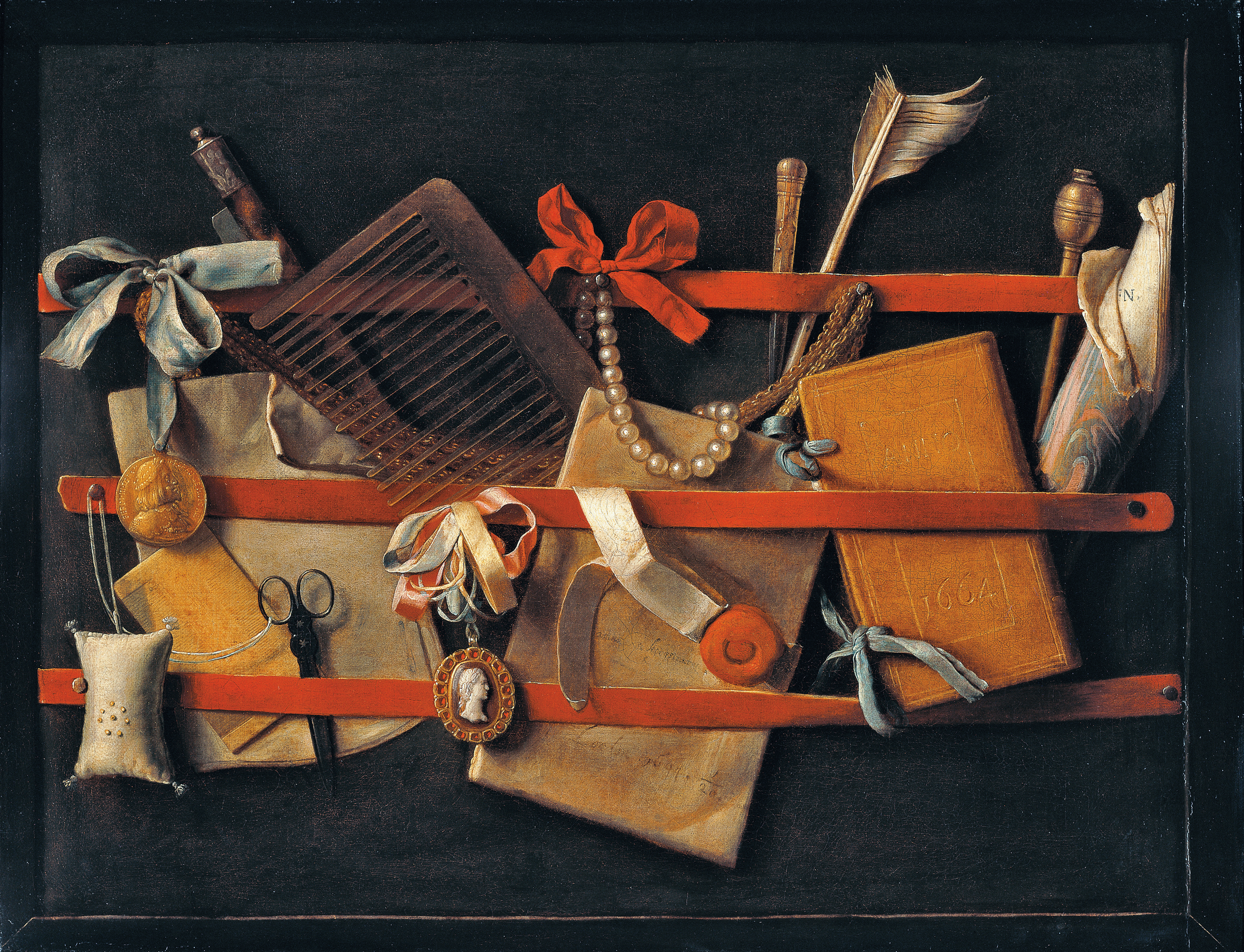
Tromp-l'oeil kép, 1664

Dordrechtben született és itt is halt meg. Előbb apjától, Dirk van Hoogstratentől tanult, majd 1640 és 1642 között Rembrandt tanítványa volt. Később bejárta szinte egész Európát és mindenhol sikereket aratott. Hosszú időt töltött Bécsben, Németalföldön, de járt Rómában és Angliában is. Sok tanítványa volt, közülük az ismertebbek: Carel Fabritius, Jan Fabritius, Aert de Gelder és Jan Victors.

### Festményei

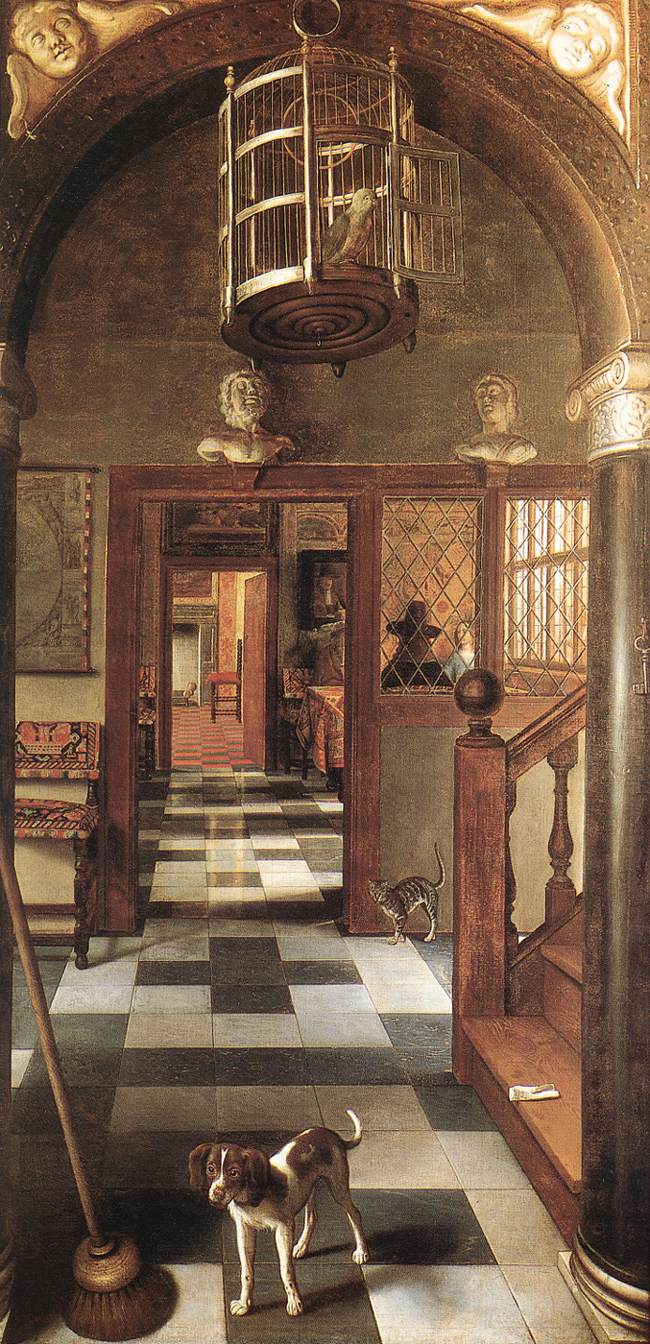
Folyosó, 1662

## Művészete

### A "kukucskálódoboz"
Az 1650-es évek végén készített tölgyfa doboz egy holland ház belső látványát nyújtja. Hoogstraten munkájában remekül alkalmazta a centrális perspektívát és annak "anamorfikus" változatát.